# Xã Widner, Quận Knox, Indiana
Xã Widner (tiếng Anh: Widner Township) là một xã thuộc quận Knox, tiểu bang Indiana, Hoa Kỳ. Năm 2010, dân số của xã này là 1.132 người.